# Tour de Valonia

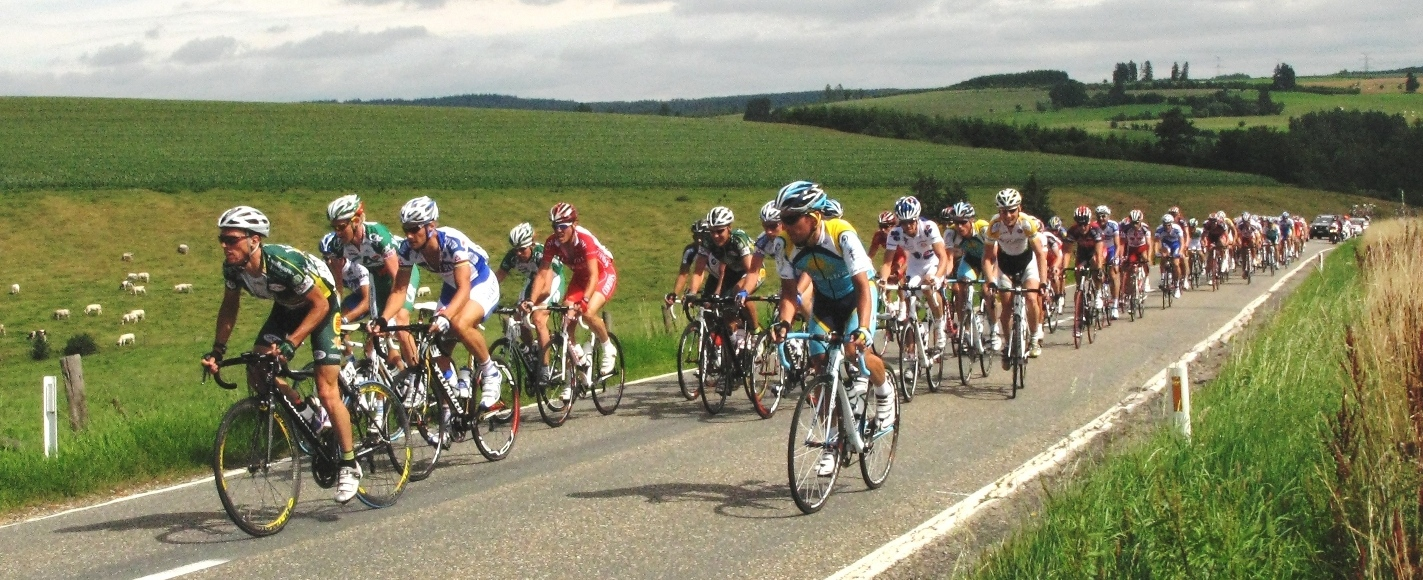
Tour de Valonia 2008 4. Etapa 4 con llegada a Houffalize

El Tour de Valonia (oficialmente: Tour de Wallonie) es una competición ciclista por etapas belga que se disputa en la Región Valona.
Fundada en 1974 fue una competición para amateur hasta 1996 cuando se estableció para ciclistas prosesionales. Desde la creación de los Circuitos Continentales UCI en 2005 formó parte del UCI Europe Tour, dentro de la categoría 2.HC (máxima categoría de estos circuitos). En 2020 fue incluida en la recién creada UCI ProSeries bajo la categoría 2.Pro.
Su nombre ha variado a través del tiempo:
- Tour Hainaut Occidental (1974,1977-1979,1982-1989)
- Tour de Hainaut (1976,1990-1993)
- 3 Días Péruwelz (1975)
- 4 Días de Hainaut Occidental (1980-1981)
- Tour de las Regiones Valonas (1994-1995)
- Tour de la Región Valona (1996-2006)
- Tour de Valonia (desde 2007)

## Palmarés
| Año                                       | Ganador                | Segundo            | Tercero              |
| ----------------------------------------- | ---------------------- | ------------------ | -------------------- |
| ediciones amateur Tour Hainaut Occidental |                        |                    |                      |
| 1974                                      | Luc Demets             | Patrick Lefevere   | Martin Balcaen       |
| 3 Días Péruwelz                           |                        |                    |                      |
| 1975                                      | Jean-Luc Vandenbroucke | Pol Verschuere     | Ferdi van den Haute  |
| Tour de Hainaut                           |                        |                    |                      |
| 1976                                      | Pierre Leurquin        | Dirk Heirweg       | Bernard Lecocq       |
| Tour de Hainaut Occidental                |                        |                    |                      |
| 1977                                      | Alfons De Wolf         | Dirk Wayenberg     | Dirk Heirweg         |
| 1978                                      | Jo Maas                | Hughes Cosaert     | Egbert Koersen       |
| 1979                                      | Ronny Van Holen        | Mieczysław Nowicki | Rudy Cottignies      |
| 4 Días de Hainaut Occidental              |                        |                    |                      |
| 1980                                      | Gerrit Van Gestel      | Marc Sergeant      | Jos Haex             |
| 1981                                      | Nico Emonds            | Eric Vanderaerden  | Marc Sergeant        |
| Tour de Hainaut Occidental                |                        |                    |                      |
| 1982                                      | Eric Vanderaerden      | Viktor Schraner    | Michael Maue         |
| 1983                                      | Tadeusz Krawczyk       | Siegurt Muller     | Andrzej Serediuk     |
| 1984                                      | Mario Kummer           | Andrzej Serediuk   | Patrick Toelen       |
| 1985                                      | Uwe Ampler             | Peter Harings      | Eddy Schurer         |
| 1986                                      | Maurizio Fondriest     | Bruno Bruyere      | Christian Thary      |
| 1987                                      | Mario Kummer           | Olaf Ludwig        | Paul Curran          |
| 1988                                      | Joost Van Adrichem     | Patrick De Wael    | Harry Rozendal       |
| 1989                                      | Johan Verstrepen       | Peter Farazijn     | Dominique Chignoli   |
| Tour de Hainaut                           |                        |                    |                      |
| 1990                                      | Pascal Chanteur        | Gérard Picard      | Víktor Rjaksíniki    |
| 1991                                      | Abraham Olano          | Patrick Evenepoel  | Hervé Boussard       |
| 1992                                      | Lars Teutenberg        | Martin van Steen   | Vladimir Muravskis   |
| 1993                                      | Mauro Bettin           | Geert Van Bondt    | Wim Feys             |
| Tour de las Regiones Valonas              |                        |                    |                      |
| 1994                                      | Joona Laukka           | Denis Francois     | Wim van de Meulenhof |
| 1995                                      | Paolo Valoti           | Mario Aerts        | Thierry Marichal     |
| Tour de la Región Valona                  |                        |                    |                      |
| 1996                                      | Thomas Fleischer       | Pascal Chanteur    | Maurizio Frizzo      |
| ediciones profesionales                   |                        |                    |                      |
| 1997                                      | Thierry Marichal       | Nico Mattan        | Rik Verbrugghe       |
| 1998                                      | Frank Vandenbroucke    | Thierry Marichal   | Ludo Dierckxsens     |
| 1999                                      | Mikael Kyneb           | Marc Streel        | Andréi Chmil         |
| 2000                                      | Axel Merckx            | Björn Leukemans    | Vincent Cali         |
| 2001                                      | Glenn D'Hollander      | Bert Roesems       | David Millar         |
| 2002                                      | Paolo Bettini          | Luca Paolini       | Daniele Nardello     |
| 2003                                      | Julian Dean            | Michele Bartoli    | Yaroslav Popovych    |
| 2004                                      | Gerben Löwik           | Bert De Waele      | Christophe Agnolutto |
| 2005                                      | Luca Celli             | Olivier Kaisen     | Guido Trentin        |
| 2006                                      | Fabrizio Guidi         | Nico Sijmens       | Kurt Asle Arvesen    |
| Tour de Valonia                           |                        |                    |                      |
| 2007                                      | Borut Božič            | Frédéric Gabriel   | Pietro Caucchioli    |
| 2008                                      | Serguéi Ivanov         | Greg Van Avermaet  | Paolo Bettini        |
| 2009                                      | Julien El Fares        | Pável Brutt        | Aleksandr Kolobnev   |
| 2010                                      | Russell Downing        | Marco Marcato      | Laurent Mangel       |
| 2011                                      | Greg Van Avermaet      | Joost van Leijen   | Ben Hermans          |
| 2012                                      | Giacomo Nizzolo        | Gianni Meersman    | Pim Ligthart         |
| 2013                                      | Greg Van Avermaet      | Anthony Geslin     | Aleksandr Kolobnev   |
| 2014                                      | Gianni Meersman        | Juanjo Lobato      | Silvan Dillier       |
| 2015                                      | Niki Terpstra          | Victor Campenaerts | Serguéi Lagutín      |
| 2016                                      | Dries Devenyns         | Gianni Meersman    | Viacheslav Kuznetsov |
| 2017                                      | Dylan Teuns            | Tosh Van der Sande | Benjamin Thomas      |
| 2018                                      | Tim Wellens            | Quinten Hermans    | Pieter Serry         |
| 2019                                      | Loïc Vliegen           | Tosh Van der Sande | Dries De Bondt       |
| 2020                                      | Arnaud Démare          | Greg Van Avermaet  | Amaury Capiot        |
| 2021                                      | Quinn Simmons          | Stan Dewulf        | Alexis Renard        |
| 2022                                      | Loïc Vliegen           | Mattias Skjelmose  | Lorenzo Rota         |
| 2023                                      | Filippo Ganna          | Joshua Tarling     | Brent Van Moer       |
| 2024                                      | Matteo Trentin         | Corbin Strong      | Alex Kirsch          |
| 2025                                      | Corbin Strong          | Mathias Vacek      | Oliver Knight        |

## Palmarés por países
| País                          | Victorias | Último vencedor          |
| ----------------------------- | --------- | ------------------------ |
| Bélgica                       | 19        | Loïc Vliegen en 2022     |
| Italia                        | 9         | Matteo Trentin en 2024   |
| Países Bajos                  | 4         | Niki Terpstra en 2015    |
| República Democrática Alemana | 3         | Mario Kummer en 1987     |
| Francia                       | 3         | Arnaud Démare en 2020    |
| Alemania                      | 2         | Thomas Fleischer en 1996 |
| Nueva Zelanda                 | 2         | Corbin Strong en 2025    |
| Polonia                       | 1         | Tadeusz Krawczyk en 1983 |
| España                        | 1         | Abraham Olano en 1991    |
| Finlandia                     | 1         | Joona Laukka en 1994     |
| Dinamarca                     | 1         | Mikael Kyneb en 1999     |
| Eslovenia                     | 1         | Borut Božič en 2007      |
| Rusia                         | 1         | Serguéi Ivanov en 2008   |
| Reino Unido                   | 1         | Russell Downing en 2010  |
| Estados Unidos                | 1         | Quinn Simmons en 2021    |

## Estadísticas

### Más victorias generales
| Ciclista          | Victorias | Años       |
| ----------------- | --------- | ---------- |
| Mario Kummer      | 2         | 1984, 1987 |
| Greg Van Avermaet | 2         | 2011, 2013 |